# George Mallory
Pour les articles homonymes, voir Mallory.
 (octobre 2015).
George Herbert Leigh Mallory, né le 18 juin 1886 à Mobberley dans le comté de Cheshire, et aperçu pour la dernière fois le 8 juin 1924 sur la crête nord de l'Everest, est un alpiniste britannique.
Dans une conférence à New York, il a répondu aux journalistes, qui lui demandaient sans relâche pourquoi il voulait escalader le mont Everest, « Parce qu'il est là » (Because it's there). Ce sont les quatre mots les plus célèbres de l'alpinisme.
En 1999, son corps est retrouvé sur la face nord de l'Everest par une expédition britannique.

## Débuts
George Mallory naît le 18 juin 1886 à Mobberley dans le comté de Cheshire. Fils d'un ecclésiastique anglican, il est le frère aîné de Trafford Leigh-Mallory, commandant de la Royal Air Force. Enfant, il est un grimpeur passionné qui exerce ses qualités naissantes en escaladant des arbres ou de nombreux bâtiments.
À l'âge de 14 ans, il obtient une bourse pour étudier les mathématiques au Winchester College. En octobre 1905, il commence des études d'histoire au Magdalene College de Cambridge où il se lie d'amitié avec John Maynard Keynes.
Le 29 juillet 1914, il épouse Ruth Turner. Le Royaume-Uni étant alors impliqué dans la Première Guerre mondiale, une lune de miel dans les Alpes est inenvisageable, et le jeune couple part camper. Les habitants locaux se méfient de ces jeunes gens vivant dans les bois, et ils sont arrêtés car soupçonnés d'être des espions allemands. George est artilleur durant le conflit, qu'il termine comme premier lieutenant.
De l'union de George et de Ruth naissent deux filles, Frances Clare le 9 septembre 1915 et Beridge Ruth le 16 septembre 1917, puis un fils John le 21 août 1920.

## Alpinisme

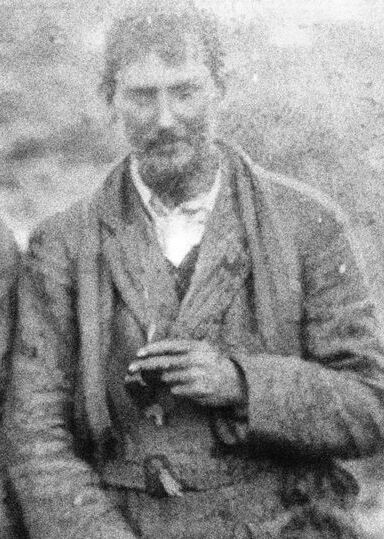
George Mallory en 1921.

En 1904, Mallory et un ami essaient de gravir le mont Vélan, dans les Alpes, mais doivent faire demi-tour peu avant le sommet à cause du mal de l'altitude. En 1911, il escalade le mont Blanc.
En 1913, il était au sommet de ses qualités de grimpeur, et a escaladé seul une voie d'escalade du Pillar Rock (en), dans le parc national de Lake District en Angleterre, qui est maintenant connue comme la « voie Mallory ». Elle a été pendant de longues années considérée comme la voie la plus difficile au Royaume-Uni (cotée 5a selon la cotation anglaise, 6a en cotation française[source insuffisante]).
En 1921, dans le cadre d'une expédition explorant des voies menant au col Nord (col séparant le Changtse de l'Everest), il escalade plusieurs sommets proches de l'Everest afin de s'approprier la géographie de la région. Le Népal est alors fermé, mais le Tibet autorise l'expédition. Plusieurs des personnes qui l'accompagnent sont comme lui d'anciens combattants. Il devient alors « obsédé » par l'Everest.
Lors de l'expédition britannique à l'Everest de 1922, il refuse l'utilisation — nouvelle — de l'oxygène et monte jusqu'à 8 000 mètres. Alors que Mallory dirige une expédition en contrebas du col Nord, une avalanche emporte le groupe lors de la descente, tuant sept sherpas. À son retour, il est mis en cause pour son manque de discernement.
Il engage une tournée aux États-Unis afin de collecter de l'argent pour l'expédition suivante. Lors d'une interview, un journaliste du New York Times lui demande « Pourquoi gravir l'Everest ? ». Il répond seulement, par une phrase devenue célèbre chez les alpinistes, « Parce qu'il est là » (« Because it's there »).

## Dernière expédition et mort

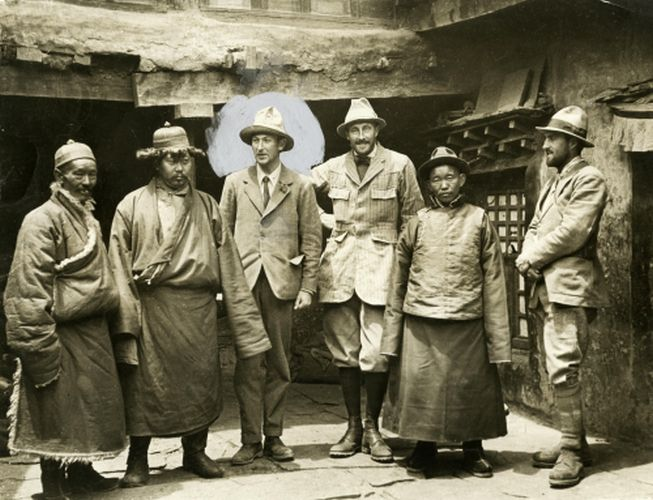
George Mallory (centre gauche, cercle bleu) parmi des membres de l'expédition britannique à l'Everest de 1924.

Mallory fait partie de l'expédition britannique à l'Everest de 1924 organisée à partir du Tibet. Le groupe est composé d'une douzaine de Britanniques et de 60 porteurs tibétains et sherpas. Le 8 juin 1924, George Mallory et Andrew Irvine essaient d'atteindre le sommet de l'Everest par la voie passant par le col Nord. Leur compagnon d'expédition Noel Odell (en) a rapporté les avoir vus à 12 h 50 dans l'ascension d'un des ressauts de la crête Nord, et progressant vers le sommet, mais aucune preuve n'a montré qu'ils l'ont effectivement atteint. Il leur restait à franchir une difficulté jugée a posteriori extrême pour cette époque, le second ressaut, une paroi rocheuse presque verticale d'une hauteur d'environ 30 m située à 8 600 m sur la crête Nord. Ils n'ont jamais rejoint le camp avancé et sont morts quelque part dans la montagne.

## Découverte de son corps
En 1933, Percy Wyn-Harris découvre, à 8 460 mètres d'altitude, un piolet qui aurait appartenu à Mallory ou Irvine. 
Le 1er mai 1999, une expédition composée d'alpinistes américains, britanniques et allemands en partie commanditée par la BBC et Nova (une émission télévisée scientifique), organisée et dirigée par Eric Simonson, et avec Conrad Anker, retrouve le corps de George Mallory, 75 ans après sa disparition, à l'altitude de 8 290 mètres sur la face nord de l'Everest. Sa dépouille, congelée et momifiée, est très bien conservée. Un altimètre en cuivre, un couteau et des lunettes de neige intactes sont également retrouvés. Avant de quitter le site, l'expédition réalise une cérémonie anglicane pour l'alpiniste et laisse le corps sur place, le recouvrant avec des pierres.

## Ont-ils atteint le sommet?
Aucun des deux appareils photo que les deux alpinistes avaient emportés avec eux n'a pu être localisé. Des experts de chez Kodak ont estimé qu'en cas de découverte d'un des appareils photo avec sa pellicule, ils seraient en mesure de la développer de manière à produire des images de qualité « imprimable ». Cela est dû à la nature de la pellicule utilisée et à sa conservation dans un froid extrême. Les images tirées de ces appareils photo pourraient permettre de définir s'ils ont effectivement atteint le sommet avant de périr.
En 2004, une nouvelle expédition est formée afin de trouver les appareils photo, mais sans résultat. Une troisième expédition a également échoué dans cette quête en 2005. La question du succès ou de l'échec de Mallory et Irvine restera sans réponse, à moins que des preuves ne soient retrouvées au cours d'une autre expédition de recherche de Mallory et Irvine, mais les chances de retrouver de nouveaux éléments matériels s'amenuisent d'année en année.
En 1975, un alpiniste chinois du nom de Wang Hongbao a rapporté à un de ses compagnons japonais avoir aperçu un « vieux corps d'alpiniste britannique », lors de l'expédition chinoise de 1960, près de l'endroit où fut ultérieurement retrouvé le corps de George Mallory. A priori, la position du corps telle que décrite par cet alpiniste chinois à son compagnon japonais (et avec toutes les difficultés de compréhension entre les deux hommes) ne correspondait pas à la posture dans laquelle fut retrouvé Mallory. De plus, la mention d'une blessure à la joue ne correspondait pas non plus à l'état de la dépouille de Mallory (atteint notamment d'une grave blessure au front). Ironie de l'histoire, cet alpiniste chinois fut emporté par une avalanche et disparut dans une crevasse le lendemain de cette confession. C'est notamment sur ce témoignage que se basèrent les recherches de 1999 qui conduisirent à la découverte de George Mallory. Les différences constatées laissèrent alors à penser que non loin du corps de Mallory gisait Andrew Irvine, vu par l'alpiniste chinois en 1960. Mais aucune recherche ultérieure ne permit de le découvrir[réf. nécessaire].
Mis à part les deux appareils photo manquants, deux détails remarqués lors de la découverte du corps de Mallory sont curieux, bien que non concluants en eux-mêmes :
- tout d'abord, la fille de Mallory a toujours dit que son père portait sur lui une photo de sa femme avec l'intention de la laisser au sommet quand il l'aurait atteint. Cette photo n'a pas été retrouvée sur son corps. Étant donné l'excellente conservation du corps et des vêtements de Mallory, cette absence de photo laisse à penser qu'il a pu avoir atteint le sommet et y avoir déposé la photo[réf. nécessaire] ;
- ensuite, les lunettes de Mallory étaient dans sa poche lors de la découverte de son corps, cela peut indiquer qu'il est mort de nuit, mais aussi qu'il avait retiré ses lunettes du fait du mauvais temps (la soudaine bourrasque de neige qui avait soustrait Mallory et Irvine aux yeux de Noel Odell ?) Peut être que lui et Irvine avaient fait un effort final pour atteindre le sommet et étaient en train d'effectuer la descente très tard dans la journée. Étant donné l'heure de leur départ et le chemin suivi, s'ils n'avaient pas atteint le sommet, il est improbable qu'ils aient encore été en chemin à la tombée de la nuit[réf. nécessaire].

Toutefois, il n'est toujours pas certain qu'ils aient atteint le sommet, ce qui serait une formidable réussite, 29 ans avant l'ascension de Hillary et de Tensing Norgay. Depuis le lieu où il est généralement admis qu'ils ont commencé leur ascension — bien que le cameraman de l'expédition de 1924, Noel Odell, eût maintenu jusqu'à sa mort qu'ils sont partis d'un camp plus élevé — ils auraient mis environ onze heures. Ils disposaient de seulement huit heures d'oxygène (bien que cela dépende du débit, qui peut être modifié pour ne pas être utilisé à son maximum), ils ont pu se retrouver à court d'oxygène avant la fin de leur périple. Mais on ne peut écarter l'hypothèse selon laquelle le « bon soldat » Irvine se serait sacrifié pour son leader en lui remettant ses réserves d'oxygène pour lui permettre de terminer l'ascension. En tout état de cause, un élément déterminant serait la découverte d'un artefact laissé par les deux hommes au-dessus du second ressaut. Il est en effet impossible qu'une trace de leur passage au sommet ait pu subsister, alors que les zones rocheuses entre le 2e et le 3e ressaut ont pu conserver une preuve de leur passage[réf. nécessaire].
Beaucoup de grimpeurs actuels expérimentés ne sont pas d'accord sur le fait que Mallory ait pu être capable d'escalader le difficile deuxième ressaut sur la crête nord. Toutefois, Mallory est connu pour avoir surmonté un obstacle semblable dans le Nesthorn, et aucun de ses compagnons ne doutait de ses aptitudes et de sa motivation.
L'alpiniste italien Reinhold Messner est quant à lui formel, estimant que les deux hommes ne pouvaient pas franchir le deuxième ressaut à cette époque :

« D'abord c'était impossible de le franchir en chaussures à clous. Ensuite, en 1925, le meilleur grimpeur du monde en rocher était Emil Solleder. Il est le premier à avoir gravi un passage de sixième degré. Avec corde double, assurage sur piton, et chaussure d'escalade spéciales. Et à une altitude de 3 000 mètres, dans les Dolomites. Mallory, lui n'avait pas de pitons, il ne portait pas de bonnes chaussures ; et sa corde, une fine corde de soie, n'aurait pas tenu le choc même d'une simple chute de trois mètres. En 1924, il était impossible de franchir un sixième degré à 8 600 mètres d'altitude. À cette époque-là, personne ne serait passé. Et puis Mallory était intelligent. Il savait, en le voyant du bas, qu'on ne pouvait pas escalader le 2e ressaut comme on escalade une falaise en Angleterre. »

Au XXe siècle, l'idée que les matériaux naturels utilisés par les alpinistes étaient inadaptés aux conditions difficiles de l'Everest s'est largement répandue. Pourtant, selon les expériences conduites pendant trois ans par une équipe de spécialistes en textile des universités de Lancaster, Leeds, Southampton et Derby et confirmées en 2006 par une expédition sur le terrain, les vêtements de Mallory et d'Irvine étaient 20 % plus légers et leurs chaussures 40 % plus légères que les matériaux modernes, et tout aussi protecteurs contre les intempéries.

## Dans la culture
Le groupe de rock belge Girls in Hawaii fait référence à George Mallory dans sa chanson Mallory's Height sur l'album Everest.
Le groupe anglais Public Service Broadcasting fait référence à George Mallory et l'ascension de l'Everest dans le morceau Everest.
L'intrigue du roman Le Sommet des dieux de Yumemakura Baku, adapté en manga par Jirō Taniguchi et en film d'animation par Patrick Imbert, en 2022, raconte  de manière poétique, l'histoire romancée de la dernière ascension de Georges Mallory, et de la découverte de son appareil photo (celui-ci n'a pas été retrouvé à ce jour).
Le roman Le Sentier de la gloire (en) (Paths of Glory dans la version originale) de Jeffrey Archer est une biographie en partie fictionnelle de George Mallory parue en 2009 au Royaume-Uni.
Le roman L'Abominable de Dan Simmons évoque à plusieurs reprises l'expédition  de Mallory de 1924 qui précède celle racontée dans ce roman.

## Descendance
En 1995, le petit-fils de Mallory, George Mallory II, atteint le sommet de l'Everest.[réf. nécessaire]